# بينشي-شيمي-بينشي 2016
بينشي-شيمي-بينشي 2016 (بالفرنسية: Binche-Chimay-Binche 2016)‏ هو سباق دراجات هوائية، وهو الموسم رقم 29 من السباق، وأقيم في 4 أكتوبر 2016، وامتدّ لمسافة 194.5 كيلومتر، وهو أحد سباقات طواف أوروبا للدراجات 2016.
.

## الفرق
| فرق عالمية (6)- بي إم سي راسينغ - Etixx-Quick Step - Lotto-Soudal - FDJ - Lotto NL-Jumbo - IAM Cycling فرق قارية محترفة (6)- Cofidis, Solutions Crédits - Direct Énergie - Fortuneo-Vital Concept - رومبوت تشارلز ‏ - سبورت فلاندرين بالويس 2016 ‏ - Wanty-Groupe Gobert فرق قارية (7)- بنجوال باوليز ساوكس دبليو بي ‏ - Bingoal WB Devo Team ‏ - فيرانداس ويلمز 2016 ‏ - بوديسول يوروميليونز بول كونتيننتال والون 2016 ‏ - Veranclassic–Ago ‏ - Leopard TOGT Pro Cycling ‏ - D'Amico–UM Tools ‏ |  |
| |  |

## التصنيف العام النهائي
| التصنيف العام | التصنيف العام       | التصنيف العام | التصنيف العام               | التصنيف العام |        |
| الدراج        | الدراج              | البلد         | الفريق                      | الوقت         | السرعة |
| ------------- | ------------------- | ------------- | --------------------------- | ------------- | ------ |
| 1.            | ارنو ديمار          | فرنسا         | إف دي جي                    | 4 س 30 د 32 ث |        |
| 2.            | زدينيك ستيبار       | التشيك        | إتيكس-كويك ستيب             | + 1 ث         |        |
| 3.            | يورغن رويلاندز      | بلجيكا        | لوتو سودال                  | + 12 ث        |        |
| 4.            | جريج فان أفرمت      | بلجيكا        | بي إم سي راسينغ             | + 13 ث        |        |
| 5.            | أموري كابيو         | بلجيكا        | Topsport Vlaanderen-Baloise | + 14 ث        |        |
| 6.            | تيموثي دوبونت       | بلجيكا        | Verandas Willems            | + 15 ث        |        |
| 7.            | ينس ديبوشار         | بلجيكا        | لوتو سودال                  | + 15 ث        |        |
| 8.            | أدريان بيتي         | فرنسا         | Direct Énergie              | + 16 ث        |        |
| 9.            | جوناس فان جينشتن    | بلجيكا        | IAM                         | + 16 ث        |        |
| 10.           | نيكولاس مايس (دراج) | بلجيكا        | إتيكس-كويك ستيب             | + 16 ث        |        |

## وصلات خارجية
- بينشي-شيمي-بينشي 2016 على موقع إحصائيات الدراجات الإحترافية (الإنجليزية)
- بينشي-شيمي-بينشي 2016 في موقع Cycling Archives سايكلنج أركايفز